# Шавгеле
Шавгеле (груз. შავღელე) — село в Грузії.
За даними перепису населення 2014 року в селі проживає 581 особи.